# Torneo Provincial de Fútbol 2025 (Catamarca)
El Torneo Provincial de Fútbol 2025 fue la trigésimo sexta edición del torneo de clubes más importante de la provincia, organizado por la Federación Catamarqueña de Fútbol.
En el torneo, participaron 20 equipos, 2 clubes por cada liga afiliada a la Federación Catamarqueña de Fútbol (Andalgalá, Belén, Capital, Fiambalá, Pomán, Recreo, Santa María, Santa Rosa, Tinogasta y Valle Viejo.)
Inició el 25 de enero y finalizó el 6 de abril. El campeón del torneo clasificó al Torneo Regional Federal Amateur 2025-26.
El 29 de noviembre los presidentes se reunieron en la ciudad de Santa María, en dónde se definió como serán los cruces en la fase de zonas que tendrá un cambio, los equipos de la Liga Catamarqueña se medirán ante la Liga de Santa Rosa, mientras que los representantes de la Liga Chacarera enfrentarán a los de la Liga de Recreo.
El 10 de enero, en la sede de la Liga de Pomán, se llevará a cabo la presentación oficial del torneo, en dónde se darán a conocer todos los detalles del mismo, como el fixture, reglamento, entre otras cosas. También contará con la destacada presencia del Secretario Ejecutivo del Consejo Federal, Gabriel Godoy.
Consagró campeón a Peñarol de Medanitos, que derrotó en la final a General Lavalle de Colpes mediante los tiros desde el punto penal por 5-4, luego de haber igualado sin goles en los 90' reglamentarios, logrando así su primer título en el certamen. De esta manera logró la clasificación al Torneo Regional Federal Amateur 2025-26.

## Formato
- Primera ronda:

Estará integrada por cinco zonas de cuatro equipos cada una. Clasificarán a la Segunda ronda los ubicados en el primer lugar de todas las zonas y los tres mejores equipos ubicados en el segundo lugar.
Se jugará con el sistema de todos contra todos, en partidos de ida y vuelta, uno en cada sede. En este torneo se usará el sistema de puntos, de acuerdo a la reglamentación de la Internacional F. A. Board, asignándose tres puntos al equipo que resulte ganador, un punto a cada uno en caso de empate y cero puntos al perdedor. 
Como la disputa se lleva a cabo por el sistema de puntos, ninguno de los partidos exigirá definición, es decir, finalizarán invariablemente a los noventa (90) minutos de juego. 
1) En caso de existir igualdad de puntos al término de la Etapa Clasificatoria, a los efectos de establecer una clasificación, se aplicará lo previsto en el punto siguiente:
En favor del equipo que, considerando exclusivamente los partidos disputados en la Zona en cuestión contra aquel o aquellos con los que hubiera empatado la posición, hubiera obtenido mayor cantidad de puntos o, en caso de empate en el siguiente orden:
a) Mayor diferencia de goles.

b) Mayor cantidad de goles a favor.

c) Mayor cantidad de goles a favor como visitante

Si por aplicación de algunos de algunos de los puntos precedentes se definieran posiciones en forma parcial (cuando el empate es entre 3 o más clubes), se comenzará nuevamente a definir las posiciones en el orden establecido en este artículo.
2) En caso de no existir definición por este sistema, se deberá recurrir a la tabla general, contabilizándose la totalidad de los partidos disputados en la Zona en cuestión, en el siguiente orden:
d) Mayor diferencia de goles.

e) Mayor cantidad de goles a favor.

f) Mayor cantidad de goles a favor como visitante.

Este proceso se repetirá cuantas veces sea necesario.

g) Una vez agotadas las alternativas previstas en los ítems anteriores, de persistir el empate a la finalización de la etapa o ronda la posición se definirá por medio de un sorteo a realizarse en sede de la Federación Catamarqueña de Fútbol, dentro de las cuarenta y ocho (48) horas.
3) En caso de existir igualdad de puntos al término de la disputa de la Etapa Clasificatoria -Primera ronda-, y a los efectos de establecer la clasificación de los mejores equipos ubicados en el segundo puesto, según la zona en cuestión, se aplicará el siguiente sistema:
a) Mayor diferencia de goles.

b) Mayor cantidad de goles a favor.

c) Mayor cantidad de goles a favor como visitante; y,

d) Una vez agotadas las alternativas previstas en los ítems anteriores, de persistir el empate a la finalización de la etapa o ronda la posición se definirá por medio de un sorteo a realizarse en sede de la Federación Catamarqueña de Fútbol, dentro de las cuarenta y ocho (48) horas.
- Segunda ronda:

Para la Segunda ronda clasificarán los cinco primeros de cada zona, ordenándolos del primero al quinto de acuerdo con el puntaje obtenido en la Primera ronda, y los tres mejores segundos de las cinco zonas, ordenándolos del sexto al octavo de acuerdo con el puntaje obtenido en la Primera ronda.
Los cruces serán definidos mediante sorteo, en partidos de ida y vuelta, dónde definirá de local el mejor ubicado en el ordenamiento del 1.º al 8.º lugar.
Cuartos de final
Estará integrada por ocho equipos clasificados de la Primera ronda. Se disputará por eliminación directa a doble partido, uno en cada sede. Los cuatro ganadores clasifican a Semifinales.
Semifinales
Estará integrada por cuatro equipos clasificados de Cuartos de final. Se disputará por eliminación directa a doble partido, uno en cada sede. Los dos ganadores clasifican a la Final.
Final
Estará integrada por dos equipos ganadores de Semifinales. Se desarrollará a un solo partido, en una sede que definirá la Federación Catamarqueña de Fútbol. El ganador se consagrará campeón y clasificará al Torneo Regional Federal Amateur 2025-26.

## Clasificación
| Liga                 | Equipo                                           | Vía de clasificación |
| -------------------- | ------------------------------------------------ | --- |
| Andalgalense 2 cupos | Vélez Sarsfield San Lorenzo de Huachaschi        | Campeón del Campeonato Clausura 2024 Subcampeón del Campeonato Clausura 2024                                                   |
| Belenista 2 cupos    | Racing 250 Unión La Costa                        | Campeón del Torneo Clausura de Fútbol 2024 Subcampeón del Torneo Clausura de Fútbol 2024                                       |
| Catamarqueña 2 cupos | Villa Cubas San Lorenzo de Alem                  | Campeón del Torneo Clausura 2024 "Copa Fly Indumentaria" Subcampeón del Torneo Clausura 2024 "Copa Fly Indumentaria"           |
| Chacarera 2 cupos    | Deportivo Sumalao Los Sureños                    | Campeón del Torneo Anual de Primera B 2024 Campeón del Torneo Clausura de Primera División 2024 «Sergio "Churingo" Flores»     |
| Fiambalense 2 cupos  | Talleres Peñarol (Medanitos)                     | Campeón del Campeonato Oficial 2024 "Diego Carlos Carrizo" Campeón del Petit Torneo de la Liga Fiambalense                     |
| Pomán 2 cupos        | General Lavalle (Colpes) Mamerto Esquiú (Saujil) | Campeón del Torneo Clausura 2024 Subcampeón del Torneo Clausura 2024                                                           |
| Recreo 2 cupos       | Pedro Cano Esperanza Recreína                    | Campeón del Torneo Clausura 2024 "Municipalidad de Recreo" Subcampeón del Torneo Clausura 2024 "Municipalidad de Recreo"       |
| Santamariana 2 cupos | Unión Calchaquí Estrella del Sud                 | Campeón del Torneo Apertura 2024 de Primera A Campeón del Torneo Clausura 2024 de Primera A                                    |
| Santa Rosa 2 cupos   | Tapso FC Unión San Pedro                         | Campeón del Torneo Clausura 2024 "Municipalidad de Los Altos" Subcampeón del Torneo Clausura 2024 "Municipalidad de Los Altos" |
| Tinogasteña 2 cupos  | Tinogasta Central Deportivo La Paz               | Campeón del Campeonato 2024 Juan "Okey" Paredes Subcampeón del Campeonato 2024 Juan "Okey" Paredes                             |

## Calendario
| Fase    | Ronda            | Fecha de sorteo | Ida                    | Vuelta             |
| ------- | ---------------- | --------------- | ---------------------- | ------------------ |
| Primera | Fecha 1          | 10 de enero     | 25 y 26 de enero       | 25 y 26 de enero   |
| Primera | Fecha 2          | 10 de enero     | 1 y 2 de febrero       | 1 y 2 de febrero   |
| Primera | Fecha 3          | 10 de enero     | 7 y 8 de febrero       | 7 y 8 de febrero   |
| Primera | Fecha 4          | 10 de enero     | 14 y 15 de febrero     | 14 y 15 de febrero |
| Primera | Fecha 5          | 10 de enero     | 22 y 23 de febrero     | 22 y 23 de febrero |
| Primera | Fecha 6          | 10 de enero     | 1 y 2 de marzo         | 1 y 2 de marzo     |
| Segunda | Cuartos de final | 4 de marzo      | 8 y 9 de marzo de 2025 | 15 y 16 de marzo   |
| Segunda | Semifinales      | 4 de marzo      | 22 y 23 de marzo       | 29 y 30 de marzo   |
| Segunda | Final            | 4 de marzo      | 6 de abril             | 6 de abril         |

## Sede de la final
El escenario elegido para albergar la final, fue el estadio del Club Atlético Peñarol, en la ciudad de Belén. Será la primera final única que se llevará a cabo en la cabecera del Departamento homónimo desde que comenzó a implementarse en la edición 2020-21. Sin embargo, Belén albergó la final en 6 oportunidades (1971, 2002, 2005, 2009, 2012 y 2013) con el formato anterior.
| Belén                                  |                       |                       |                       |
| Ciudad                                 | Estadio               |                       |                       |
| Belén                                  | Club Atlético Peñarol | Club Atlético Peñarol | Club Atlético Peñarol |
|                                        |                       |                       |                       |
| 1 500 espectadores                     |                       |                       |                       |
| Final Torneo Provincial de Fútbol 2025 |                       |                       |                       |

## Equipos participantes
De los 20 equipos clasificados, 5 harán su debut absoluto en la competición: Peñarol (Medanitos), San Lorenzo de Alem, Tapso FC, Unión San Pedro y Villa Cubas.
Los equipos con más participaciones en el Torneo Provincial que estarán en la presente edición, serán Racing 250 de Belén y Talleres de Fiambalá con 9 participaciones cada uno. A su vez, el conjunto fiambalense jugará por cuarto año consecutivo, ya que desde la edición 2022 hasta la presente viene siendo partícipe.
Por último, 2 equipos intentarán volver a conseguir el título, Tinogasta Central (campeón en las ediciones 2012 y 2014) y el Deportivo Sumalao, campeón en su única participación en el año 1990 y que volverá a participar luego de 35 años.
| Zona                                        | Equipo                                                   | Ciudad                              | Departamento     | Liga de origen               |
| ------------------------------------------- | -------------------------------------------------------- | ----------------------------------- | ---------------- | ---------------------------- |
| 1                                           | Club Atlético San Lorenzo de Huachaschi                  | Andalgalá                           | Andalgalá        | Liga Andalgalense            |
| 1                                           | Club Atlético Vélez Sarsfield                            | Andalgalá                           | Andalgalá        | Liga Andalgalense            |
| 1                                           | Club Deportivo General Lavalle                           | Colpes                              | Pomán            | Liga Departamental de Pomán  |
| 1                                           | Club Sportivo Mamerto Esquiú                             | Saujil                              | Pomán            | Liga Departamental de Pomán  |
| 2                                           | Club Social, Cultural y Deportivo Racing 250             | Belén                               | Belén            | Liga Belenista               |
| 2                                           | Club Unión La Costa                                      | Belén                               | Belén            | Liga Belenista               |
| 2                                           | Club Atlético Estrella del Sud                           | Santa María                         | Santa María      | Liga Santamariana            |
| 2                                           | Club Deportivo Unión Calchaquí                           | Santa María                         | Santa María      | Liga Santamariana            |
| 3                                           |                                                          |                                     |                  |                              |
| Club Social y Deportivo Talleres            | Fiambalá                                                 | Tinogasta                           | Liga Fiambalense |                              |
| Club Deportivo, Social y Cultural Peñarol   | Medanitos                                                | Tinogasta                           | Liga Fiambalense |                              |
| Club Atlético y Deportivo La Paz            | Tinogasta                                                | Tinogasta                           | Liga Tinogasteña |                              |
| Club Atlético y Deportivo Tinogasta Central | Tinogasta                                                | Tinogasta                           | Liga Tinogasteña |                              |
| 4                                           | Club Deportivo Sumalao                                   | Sumalao                             | Valle Viejo      | Liga Chacarera               |
| 4                                           | Club Sportivo Los Sureños                                | Pozo El Mistol                      | Valle Viejo      | Liga Chacarera               |
| 4                                           | Asociación Esperanza Recreína Escuela de Fútbol Infantil | Recreo                              | La Paz           | Liga Departamental de Recreo |
| 4                                           | Club Atlético Pedro Cano                                 | Recreo                              | La Paz           | Liga Departamental de Recreo |
| 5                                           | Club Atlético San Lorenzo de Alem                        | San Fernando del Valle de Catamarca | Capital          | Liga Catamarqueña            |
| 5                                           | Club Sportivo Villa Cubas                                | San Fernando del Valle de Catamarca | Capital          | Liga Catamarqueña            |
| 5                                           | Tapso Fútbol Club                                        | Tapso                               | El Alto          | Liga del Dpto. Santa Rosa    |
| 5                                           | Club Atlético Unión San Pedro                            | San Pedro de Guasayán               | Guasayán         | Liga del Dpto. Santa Rosa    |

### Distribución geográfica
| Departamento                   | Cant. | Equipos                                                                    |
| ------------------------------ | ----- | -------------------------------------------------------------------------- |
| Tinogasta                      | 4     | - Deportivo La Paz - Peñarol (M) - Talleres (Fiambalá) - Tinogasta Central |
| Andalgalá                      | 2     | - San Lorenzo de Huachaschi - Vélez Sarsfield                              |
| Belén                          | 2     | - Racing 250 - Unión La Costa                                              |
| Capital                        | 2     | - San Lorenzo de Alem - Villa Cubas                                        |
| La Paz                         | 2     | - Esperanza Recreína - Pedro Cano                                          |
| Pomán                          | 2     | - General Lavalle (Colpes) - Mamerto Esquiú (Saujil)                       |
| Santa María                    | 2     | - Estrella del Sud - Unión Calchaquí                                       |
| Valle Viejo                    | 2     | - Deportivo Sumalao - Los Sureños (Pozo El Mistol)                         |
| El Alto                        | 1     | - Tapso FC                                                                 |
| Guasayán (Santiago del Estero) | 1     | - Unión San Pedro                                                          |

## Primera ronda
Se conformaron cinco zonas de cuatro equipos cada una. Clasificarán a la siguiente fase los ubicados en el primer puesto de todas las zonas y los tres mejor ubicados en el segundo puesto. Los criterios de clasificación son los siguientes:
1. Puntos obtenidos.
2. Partidos disputados entre sí.
3. Diferencia de goles.
4. Mayor cantidad de goles marcados.
5. Mayor cantidad de goles marcados como visitante.
6. Sorteo.

### Zona 1

#### Tabla de posiciones
| Pos. | Equipo                      | Pts. | PJ | G | E | P | GF | GC | Dif. | Clasificación    |     | GLC | VSA | CME | SLH |
| ---- | --------------------------- | ---- | -- | - | - | - | -- | -- | ---- | ---------------- | --- | --- | --- | --- | --- |
| 1    | General Lavalle (Colpes)    | 16   | 6  | 5 | 1 | 0 | 11 | 5  | +6   | Cuartos de final |     | —   | 1–1 | 2–0 | 1–0 |
| 2    | Vélez Sarsfield (Andalgalá) | 8    | 6  | 2 | 2 | 2 | 7  | 7  | 0    |                  |     | 1–2 | —   | 2–2 | 1–0 |
| 3    | Mamerto Esquiú (Saujil)     | 7    | 6  | 2 | 1 | 3 | 7  | 10 | −3   |                  | 0–1 | 2–0 | —   | 2–1 |     |
| 4    | San Lorenzo de Huachaschi   | 3    | 6  | 1 | 0 | 5 | 8  | 11 | −3   |                  | 3–4 | 0–2 | 4–1 | —   |     |

 Fuente: Andalgalá a Diario

#### Resultados
| Fecha 1             | Fecha 1   | Fecha 1                   | Fecha 1       | Fecha 1     | Fecha 1 | Fecha 1           |
| Local               | Resultado | Visita                    | Estadio       | Fecha       | Hora    | Árbitro           |
| ------------------- | --------- | ------------------------- | ------------- | ----------- | ------- | ----------------- |
| Vélez Sarsfield (A) | 2 - 2     | Mamerto Esquiú            | Juan Ramos    | 25 de enero | 17:00   | Isaías Robles     |
| General Lavalle     | 1 - 0     | San Lorenzo de Huachaschi | Niceto Varela | 26 de enero | 17:30   | Cristian Castillo |

| Fecha 2                   | Fecha 2   | Fecha 2             | Fecha 2             | Fecha 2      | Fecha 2 | Fecha 2         |
| Local                     | Resultado | Visita              | Estadio             | Fecha        | Hora    | Árbitro         |
| ------------------------- | --------- | ------------------- | ------------------- | ------------ | ------- | --------------- |
| San Lorenzo de Huachaschi | 0 - 2     | Vélez Sarsfield (A) | Alcides Mopty       | 2 de febrero | 17:00   | Alexis Cruz     |
| Mamerto Esquiú            | 0 - 1     | General Lavalle     | Club Mamerto Esquiú | 2 de febrero | 17:00   | Santiago Deguer |

| Fecha 3                   | Fecha 3   | Fecha 3             | Fecha 3       | Fecha 3      | Fecha 3 | Fecha 3            |
| Local                     | Resultado | Visita              | Estadio       | Fecha        | Hora    | Árbitro            |
| ------------------------- | --------- | ------------------- | ------------- | ------------ | ------- | ------------------ |
| General Lavalle           | 1 - 1     | Vélez Sarsfield (A) | Niceto Varela | 9 de febrero | 18:00   | Kevin Reynoso      |
| San Lorenzo de Huachaschi | 4 - 1     | Mamerto Esquiú      | Alcides Mopty | 9 de febrero | 18:30   | Jesús María Aldeco |

| Fecha 4            | Fecha 4   | Fecha 4                   | Fecha 4             | Fecha 4       | Fecha 4 | Fecha 4      |
| Local              | Resultado | Visita                    | Estadio             | Fecha         | Hora    | Árbitro      |
| ------------------ | --------- | ------------------------- | ------------------- | ------------- | ------- | ------------ |
| Mamerto Esquiú     | 2 - 1     | San Lorenzo de Huachaschi | Club Mamerto Esquiú | 15 de febrero | 18:00   | Jorge Romero |
| Vélez Sarfield (A) | 1 - 2     | General Lavalle           | Juan Ramos          | 16 de febrero | 17:45   | Fabián Gómez |

| Fecha 5             | Fecha 5   | Fecha 5                   | Fecha 5       | Fecha 5       | Fecha 5 | Fecha 5         |
| Local               | Resultado | Visita                    | Estadio       | Fecha         | Hora    | Árbitro         |
| ------------------- | --------- | ------------------------- | ------------- | ------------- | ------- | --------------- |
| General Lavalle     | 2 - 0     | Mamerto Esquiú            | Niceto Varela | 22 de febrero | 18:00   | Exequiel Agüero |
| Vélez Sarsfield (A) | 1 - 0     | San Lorenzo de Huachaschi | Juan Ramos    | 23 de febrero | 17:30   | Adrián Carrizo  |

| Fecha 6                   | Fecha 6   | Fecha 6             | Fecha 6             | Fecha 6    | Fecha 6 | Fecha 6      |
| Local                     | Resultado | Visita              | Estadio             | Fecha      | Hora    | Árbitro      |
| ------------------------- | --------- | ------------------- | ------------------- | ---------- | ------- | ------------ |
| Mamerto Esquiú            | 2 - 0     | Vélez Sarsfield (A) | Club Mamerto Esquiú | 1 de marzo | 17:30   | Jorge Romero |
| San Lorenzo de Huachaschi | 3 - 4     | General Lavalle     | Alcides Mopty       | 1 de marzo | 17:30   | Mauro Roldán |

| 1. 2. |

### Zona 2

#### Tabla de posiciones
| Pos. | Equipo             | Pts. | PJ | G | E | P | GF | GC | Dif. | Clasificación    |     | ULC | EDS | RAC | UCA |
| ---- | ------------------ | ---- | -- | - | - | - | -- | -- | ---- | ---------------- | --- | --- | --- | --- | --- |
| 1    | Unión La Costa     | 9    | 6  | 2 | 3 | 1 | 8  | 4  | +4   | Cuartos de final |     | —   | 1–0 | 0–0 | 4–0 |
| 2    | Estrella del Sud   | 9    | 6  | 2 | 3 | 1 | 7  | 6  | +1   |                  |     | 1–1 | —   | 1–1 | 2–1 |
| 3    | Racing 250 (Belén) | 7    | 6  | 1 | 4 | 1 | 3  | 3  | 0    |                  | 0–0 | 0–1 | —   | 1–0 |     |
| 4    | Unión Calchaquí    | 5    | 6  | 1 | 2 | 3 | 5  | 10 | −5   |                  | 3–2 | 2–2 | 1–1 | —   |     |

 Fuente: Acontecer Calchaquí / Belén Info
Notas:
1. 1 2  Puntos en partidos directos: Unión La Costa 4, Estrella del Sud 1.

#### Resultados
| Fecha 1         | Fecha 1   | Fecha 1          | Fecha 1               | Fecha 1     | Fecha 1 | Fecha 1        |
| Local           | Resultado | Visita           | Estadio               | Fecha       | Hora    | Árbitro        |
| --------------- | --------- | ---------------- | --------------------- | ----------- | ------- | -------------- |
| Unión Calchaquí | 3 - 2     | Unión La Costa   | Club Unión Calchaquí  | 26 de enero | 17:30   | Adrián Carrizo |
| Racing 250      | 0 - 1     | Estrella del Sud | Club Atlético Peñarol | 26 de enero | 18:00   | Matías Salcedo |

| Fecha 2          | Fecha 2   | Fecha 2         | Fecha 2               | Fecha 2      | Fecha 2 | Fecha 2        |
| Local            | Resultado | Visita          | Estadio               | Fecha        | Hora    | Árbitro        |
| ---------------- | --------- | --------------- | --------------------- | ------------ | ------- | -------------- |
| Unión La Costa   | 0 - 0     | Racing 250      | Club Atlético Peñarol | 1 de febrero | 19:00   | Franco Andrada |
| Estrella del Sud | 2 - 1     | Unión Calchaquí | Club Boulevard Norte  | 2 de febrero | 17:30   | Isaías Robles  |

| Fecha 3         | Fecha 3   | Fecha 3          | Fecha 3               | Fecha 3      | Fecha 3 | Fecha 3         |
| Local           | Resultado | Visita           | Estadio               | Fecha        | Hora    | Árbitro         |
| --------------- | --------- | ---------------- | --------------------- | ------------ | ------- | --------------- |
| Unión Calchaquí | 1 - 1     | Racing 250       | Club Unión Calchaquí  | 8 de febrero | 17:30   | Gustavo Marcial |
| Unión La Costa  | 1 - 0     | Estrella del Sud | Club Atlético Peñarol | 8 de febrero | 19:00   | Alexis Cruz     |

| Fecha 4          | Fecha 4   | Fecha 4         | Fecha 4               | Fecha 4       | Fecha 4 | Fecha 4        |
| Local            | Resultado | Visita          | Estadio               | Fecha         | Hora    | Árbitro        |
| ---------------- | --------- | --------------- | --------------------- | ------------- | ------- | -------------- |
| Racing 250       | 1 - 0     | Unión Calchaquí | Club Atlético Peñarol | 15 de febrero | 19:00   | Víctor Marcial |
| Estrella del Sud | 1 - 1     | Unión La Costa  | Club Boulevard Norte  | 16 de febrero | 17:30   | Carlos Díaz    |

| Fecha 5         | Fecha 5   | Fecha 5          | Fecha 5               | Fecha 5       | Fecha 5 | Fecha 5        |
| Local           | Resultado | Visita           | Estadio               | Fecha         | Hora    | Árbitro        |
| --------------- | --------- | ---------------- | --------------------- | ------------- | ------- | -------------- |
| Racing 250      | 0 - 0     | Unión La Costa   | Club Atlético Peñarol | 22 de febrero | 18:30   | Franco Andrada |
| Unión Calchaquí | 2 - 2     | Estrella del Sud | Club Unión Calchaquí  | 23 de febrero | 17:30   | Rubén Robles   |

| Fecha 6          | Fecha 6   | Fecha 6         | Fecha 6               | Fecha 6    | Fecha 6 | Fecha 6        |
| Local            | Resultado | Visita          | Estadio               | Fecha      | Hora    | Árbitro        |
| ---------------- | --------- | --------------- | --------------------- | ---------- | ------- | -------------- |
| Estrella del Sud | 1 - 1     | Racing 250      | Club Unión Calchaquí  | 2 de marzo | 17:30   | Mario Baigorrí |
| Unión La Costa   | 4 - 0     | Unión Calchaquí | Club Atlético Peñarol | 2 de marzo | 17:30   | Adrián Carrizo |

| 1. |

### Zona 3

#### Tabla de posiciones
| Pos. | Equipo              | Pts. | PJ | G | E | P | GF | GC | Dif. | Clasificación    |     | TCE | CPM | TAL | PAZ |
| ---- | ------------------- | ---- | -- | - | - | - | -- | -- | ---- | ---------------- | --- | --- | --- | --- | --- |
| 1    | Tinogasta Central   | 12   | 6  | 4 | 0 | 2 | 9  | 8  | +1   | Cuartos de final |     | —   | 1–0 | 3–0 | 2–1 |
| 2    | Peñarol (Medanitos) | 10   | 6  | 3 | 1 | 2 | 8  | 5  | +3   |                  |     | 0–2 | —   | 3–0 | 3–1 |
| 3    | Talleres (Fiambalá) | 10   | 6  | 3 | 1 | 2 | 11 | 8  | +3   |                  | 4–0 | 1–1 | —   | 2–1 |     |
| 4    | Deportivo La Paz    | 3    | 6  | 1 | 0 | 5 | 6  | 13 | −7   |                  | 3–1 | 0–1 | 0–4 | —   |     |

 Fuente: El Abaucán Digital / Studio 16
Notas:
1. 1 2  Puntos en partidos directos: Peñarol 4, Talleres 1.

#### Resultados
| Fecha 1           | Fecha 1   | Fecha 1          | Fecha 1                | Fecha 1     | Fecha 1 | Fecha 1        |
| Local             | Resultado | Visita           | Estadio                | Fecha       | Hora    | Árbitro        |
| ----------------- | --------- | ---------------- | ---------------------- | ----------- | ------- | -------------- |
| Talleres (F)      | 2 - 1     | Deportivo La Paz | Club Racing (Fiambalá) | 25 de enero | 17:30   | Fabián Gómez   |
| Tinogasta Central | 1 - 0     | Peñarol (M)      | Gustavo Alberto Díaz   | 26 de enero | 17:30   | Franco Andrada |

| Fecha 2          | Fecha 2   | Fecha 2           | Fecha 2                     | Fecha 2      | Fecha 2 | Fecha 2         |
| Local            | Resultado | Visita            | Estadio                     | Fecha        | Hora    | Árbitro         |
| ---------------- | --------- | ----------------- | --------------------------- | ------------ | ------- | --------------- |
| Peñarol (M)      | 3 - 0     | Talleres (F)      | Club Defensores de Fiambalá | 1 de febrero | 17:30   | Jonathan Mamaní |
| Deportivo La Paz | 3 - 1     | Tinogasta Central | Gustavo Alberto Díaz        | 2 de febrero | 17:30   | Jorge Romero    |

| Fecha 3          | Fecha 3   | Fecha 3           | Fecha 3                | Fecha 3      | Fecha 3 | Fecha 3       |
| Local            | Resultado | Visita            | Estadio                | Fecha        | Hora    | Árbitro       |
| ---------------- | --------- | ----------------- | ---------------------- | ------------ | ------- | ------------- |
| Deportivo La Paz | 0 - 1     | Peñarol (M)       | Gustavo Alberto Díaz   | 8 de febrero | 17:30   | Isaías Robles |
| Talleres (F)     | 4 - 0     | Tinogasta Central | Club Racing (Fiambalá) | 8 de febrero | 18:00   | Yamil Reinoso |

| Fecha 4           | Fecha 4   | Fecha 4          | Fecha 4                     | Fecha 4       | Fecha 4 | Fecha 4        |
| Local             | Resultado | Visita           | Estadio                     | Fecha         | Hora    | Árbitro        |
| ----------------- | --------- | ---------------- | --------------------------- | ------------- | ------- | -------------- |
| Peñarol (M)       | 3 - 1     | Deportivo La Paz | Club Defensores de Fiambalá | 15 de febrero | 18:00   | Pablo Figueroa |
| Tinogasta Central | 3 - 0     | Talleres (F)     | Gustavo Alberto Díaz        | 16 de febrero | 18:00   | Héctor Zelaya  |

| Fecha 5           | Fecha 5   | Fecha 5          | Fecha 5                | Fecha 5       | Fecha 5 | Fecha 5       |
| Local             | Resultado | Visita           | Estadio                | Fecha         | Hora    | Árbitro       |
| ----------------- | --------- | ---------------- | ---------------------- | ------------- | ------- | ------------- |
| Talleres (F)      | 1 - 1     | Peñarol (M)      | Club Racing (Fiambalá) | 22 de febrero | 18:00   | Yamil Reinoso |
| Tinogasta Central | 2 - 1     | Deportivo La Paz | Gustavo Alberto Díaz   | 23 de febrero | 18:00   | Andrés Agüero |

| Fecha 6          | Fecha 6   | Fecha 6           | Fecha 6                     | Fecha 6    | Fecha 6 | Fecha 6       |
| Local            | Resultado | Visita            | Estadio                     | Fecha      | Hora    | Árbitro       |
| ---------------- | --------- | ----------------- | --------------------------- | ---------- | ------- | ------------- |
| Peñarol (M)      | 0 - 2     | Tinogasta Central | Club Defensores de Fiambalá | 2 de marzo | 17:30   | Javier Roldán |
| Deportivo La Paz | 0 - 4     | Talleres (F)      | Gustavo Alberto Díaz        | 3 de marzo | 17:30   | Alexis Cruz   |

| 1. 2. |

### Zona 4

#### Tabla de posiciones
| Pos. | Equipo                       | Pts. | PJ | G | E | P | GF | GC | Dif. | Clasificación    |     | ESP | LSU | SUM | PCA |
| ---- | ---------------------------- | ---- | -- | - | - | - | -- | -- | ---- | ---------------- | --- | --- | --- | --- | --- |
| 1    | Esperanza Recreína           | 11   | 6  | 3 | 2 | 1 | 8  | 4  | +4   | Cuartos de final |     | —   | 4–1 | 1–0 | 2–2 |
| 2    | Los Sureños (Pozo El Mistol) | 11   | 6  | 3 | 2 | 1 | 12 | 9  | +3   |                  |     | 0–0 | —   | 2–1 | 5–2 |
| 3    | Deportivo Sumalao            | 5    | 6  | 1 | 2 | 3 | 7  | 10 | −3   |                  | 1–0 | 2–3 | —   | 2–2 |     |
| 4    | Pedro Cano (Recreo)          | 4    | 6  | 0 | 4 | 2 | 9  | 13 | −4   |                  | 0–1 | 1–1 | 2–2 | —   |     |

 Fuente: Pasión Chacarera Deportes / El Semillero
Notas:
1. 1 2  Puntos en partidos directos: Esperanza Recreína 4, Los Sureños 1.

#### Resultados
| Fecha 1           | Fecha 1   | Fecha 1            | Fecha 1                  | Fecha 1     | Fecha 1 | Fecha 1         |
| Local             | Resultado | Visita             | Estadio                  | Fecha       | Hora    | Árbitro         |
| ----------------- | --------- | ------------------ | ------------------------ | ----------- | ------- | --------------- |
| Deportivo Sumalao | 1 - 0     | Esperanza Recreína | Primo Antonio Prevedello | 25 de enero | 17:30   | Andrés Agüero   |
| Pedro Cano        | 1 - 1     | Los Sureños        | Nito Herrera             | 26 de enero | 18:00   | Hernán Palacios |

| Fecha 2            | Fecha 2   | Fecha 2           | Fecha 2                  | Fecha 2      | Fecha 2 | Fecha 2            |
| Local              | Resultado | Visita            | Estadio                  | Fecha        | Hora    | Árbitro            |
| ------------------ | --------- | ----------------- | ------------------------ | ------------ | ------- | ------------------ |
| Los Sureños        | 2 - 0     | Deportivo Sumalao | Primo Antonio Prevedello | 1 de febrero | 18:00   | Carlos Díaz        |
| Esperanza Recreína | 2 - 2     | Pedro Cano        | Hermanos Santillán       | 2 de febrero | 19:00   | Jesús María Aldeco |

| Fecha 3            | Fecha 3   | Fecha 3     | Fecha 3                  | Fecha 3      | Fecha 3 | Fecha 3         |
| Local              | Resultado | Visita      | Estadio                  | Fecha        | Hora    | Árbitro         |
| ------------------ | --------- | ----------- | ------------------------ | ------------ | ------- | --------------- |
| Deportivo Sumalao  | 2 - 2     | Pedro Cano  | Primo Antonio Prevedello | 8 de febrero | 18:00   | Exequiel Agüero |
| Esperanza Recreína | 4 - 1     | Los Sureños | Hermanos Santillán       | 9 de febrero | 20:00   | Andrés Agüero   |

| Fecha 4     | Fecha 4   | Fecha 4            | Fecha 4                  | Fecha 4       | Fecha 4 | Fecha 4           |
| Local       | Resultado | Visita             | Estadio                  | Fecha         | Hora    | Árbitro           |
| ----------- | --------- | ------------------ | ------------------------ | ------------- | ------- | ----------------- |
| Los Sureños | 0 - 0     | Esperanza Recreína | Primo Antonio Prevedello | 15 de febrero | 18:30   | Hernán Palacios   |
| Pedro Cano  | 2 - 2     | Deportivo Sumalao  | Nito Herrera             | 18 de febrero | 19:00   | Blas Chávez López |

| Fecha 5           | Fecha 5   | Fecha 5            | Fecha 5                  | Fecha 5       | Fecha 5 | Fecha 5        |
| Local             | Resultado | Visita             | Estadio                  | Fecha         | Hora    | Árbitro        |
| ----------------- | --------- | ------------------ | ------------------------ | ------------- | ------- | -------------- |
| Deportivo Sumalao | 2 - 3     | Los Sureños        | Primo Antonio Prevedello | 23 de febrero | 18:00   | Martín Moya    |
| Pedro Cano        | 0 - 1     | Esperanza Recreína | Nito Herrera             | 23 de febrero | 18:30   | Leonardo Bravo |

| Fecha 6            | Fecha 6   | Fecha 6           | Fecha 6                  | Fecha 6    | Fecha 6 | Fecha 6        |
| Local              | Resultado | Visita            | Estadio                  | Fecha      | Hora    | Árbitro        |
| ------------------ | --------- | ----------------- | ------------------------ | ---------- | ------- | -------------- |
| Los Sureños        | 5 - 2     | Pedro Cano        | Primo Antonio Prevedello | 2 de marzo | 19:00   | Matías Salcedo |
| Esperanza Recreína | 1 - 0     | Deportivo Sumalao | Hermanos Santillán       | 2 de marzo | 19:00   | Andrés Agüero  |

| 1. |

### Zona 5

#### Tabla de posiciones
| Pos. | Equipo              | Pts. | PJ | G | E | P | GF | GC | Dif. | Clasificación    |     | SLA | TFC | VCU | USP  |
| ---- | ------------------- | ---- | -- | - | - | - | -- | -- | ---- | ---------------- | --- | --- | --- | --- | ---- |
| 1    | San Lorenzo de Alem | 15   | 6  | 5 | 0 | 1 | 18 | 4  | +14  | Cuartos de final |     | —   | 3–1 | 3–0 | 10–0 |
| 2    | Tapso FC            | 10   | 6  | 3 | 1 | 2 | 13 | 9  | +4   |                  |     | 3–0 | —   | 3–1 | 3–3  |
| 3    | Villa Cubas         | 9    | 6  | 3 | 0 | 3 | 7  | 8  | −1   |                  | 0–1 | 2–0 | —   | 1–0 |      |
| 4    | Unión San Pedro     | 1    | 6  | 0 | 1 | 5 | 4  | 21 | −17  |                  | 0–1 | 0–3 | 1–3 | —   |      |

 Fuente: Revista Botineros / El Esquiú

#### Resultados
| Fecha 1     | Fecha 1   | Fecha 1             | Fecha 1                      | Fecha 1     | Fecha 1 | Fecha 1        |
| Local       | Resultado | Visita              | Estadio                      | Fecha       | Hora    | Árbitro        |
| ----------- | --------- | ------------------- | ---------------------------- | ----------- | ------- | -------------- |
| Villa Cubas | 1 - 0     | Unión San Pedro     | Malvinas Argentinas          | 25 de enero | 19:00   | Martín Moya    |
| Tapso FC    | 3 - 0     | San Lorenzo de Alem | Club Independiente (El Alto) | 28 de enero | 18:00   | Leonardo Bravo |

| Fecha 2             | Fecha 2   | Fecha 2     | Fecha 2                                | Fecha 2      | Fecha 2 | Fecha 2           |
| Local               | Resultado | Visita      | Estadio                                | Fecha        | Hora    | Árbitro           |
| ------------------- | --------- | ----------- | -------------------------------------- | ------------ | ------- | ----------------- |
| Unión San Pedro     | 0 - 3     | Tapso FC    | Polideportivo de San Pedro de Guasayán | 1 de febrero | 17:00   | Blas Chávez López |
| San Lorenzo de Alem | 3 - 0     | Villa Cubas | Bicentenario Ciudad de Catamarca       | 6 de febrero | 20:00   | Matías Salcedo    |

| Fecha 3         | Fecha 3   | Fecha 3             | Fecha 3                                | Fecha 3      | Fecha 3 | Fecha 3      |
| Local           | Resultado | Visita              | Estadio                                | Fecha        | Hora    | Árbitro      |
| --------------- | --------- | ------------------- | -------------------------------------- | ------------ | ------- | ------------ |
| Unión San Pedro | 0 - 1     | San Lorenzo de Alem | Polideportivo de San Pedro de Guasayán | 9 de febrero | 18:00   | Martín Moya  |
| Villa Cubas     | 2 - 0     | Tapso FC            | Malvinas Argentinas                    | 9 de febrero | 19:00   | Juan Pereyra |

| Fecha 4             | Fecha 4   | Fecha 4         | Fecha 4                      | Fecha 4       | Fecha 4 | Fecha 4        |
| Local               | Resultado | Visita          | Estadio                      | Fecha         | Hora    | Árbitro        |
| ------------------- | --------- | --------------- | ---------------------------- | ------------- | ------- | -------------- |
| Tapso FC            | 3 - 1     | Villa Cubas     | Club Independiente (El Alto) | 15 de febrero | 17:00   | Leonardo Bravo |
| San Lorenzo de Alem | 10 - 0    | Unión San Pedro | Malvinas Argentinas          | 16 de febrero | 20:00   | Javier Roldán  |

| Fecha 5     | Fecha 5   | Fecha 5             | Fecha 5                          | Fecha 5       | Fecha 5 | Fecha 5            |
| Local       | Resultado | Visita              | Estadio                          | Fecha         | Hora    | Árbitro            |
| ----------- | --------- | ------------------- | -------------------------------- | ------------- | ------- | ------------------ |
| Tapso FC    | 3 - 3     | Unión San Pedro     | Club Independiente (El Alto)     | 22 de febrero | 17:00   | Matías Salcedo     |
| Villa Cubas | 0 - 1     | San Lorenzo de Alem | Bicentenario Ciudad de Catamarca | 23 de febrero | 20:00   | Jesús María Aldeco |

| Fecha 6             | Fecha 6   | Fecha 6     | Fecha 6                                | Fecha 6    | Fecha 6 | Fecha 6     |
| Local               | Resultado | Visita      | Estadio                                | Fecha      | Hora    | Árbitro     |
| ------------------- | --------- | ----------- | -------------------------------------- | ---------- | ------- | ----------- |
| San Lorenzo de Alem | 3 - 1     | Tapso FC    | Malvinas Argentinas                    | 2 de marzo | 17:30   | Martín Moya |
| Unión San Pedro     | 1 - 3     | Villa Cubas | Polideportivo de San Pedro de Guasayán | 2 de marzo | 17:30   | Carlos Díaz |

| 1. |

## Segunda ronda
A partir de esta fase, los ocho equipos clasificados disputarán una serie de eliminatorias a ida y vuelta, hasta consagrar al campeón.
Desde esta instancia, el equipo que ostente menor número de orden que su rival de turno ejercerá la localía en el partido de vuelta.
A los fines de establecer las llaves de la primera etapa, los ocho equipos son ordenados en dos tablas, una con los clasificados como primeros (numerados del 1 al 5 de acuerdo con su desempeño en la fase de grupos, determinada según los criterios de clasificación), y otra con aquellos clasificados como segundos (numerados del 6 al 8, con el mismo criterio), enfrentándose en cuartos de final un equipo de los que terminó en la primera posición contra uno de los que ocupó la segunda posición, excepto un solo encuentro en el que se enfrentarán dos equipos que finalizaron el primera ubicación.

### Tablas de ordenamiento
Las tablas de ordenamiento se utilizan para determinar que equipos definirán la serie en la Segunda ronda, específicamente en los Cuartos de final y semifinales.

#### Tabla de primeros
| N.º | Equipo              | Pts. | PJ | G | E | P | GF | GC | Dif. | Clasificación    |
| --- | ------------------- | ---- | -- | - | - | - | -- | -- | ---- | ---------------- |
| 1   | General Lavalle     | 16   | 6  | 5 | 1 | 0 | 11 | 5  | +6   | Cuartos de final |
| 2   | San Lorenzo de Alem | 15   | 6  | 5 | 0 | 1 | 18 | 4  | +14  | Cuartos de final |
| 3   | Tinogasta Central   | 12   | 6  | 4 | 0 | 2 | 9  | 8  | +1   | Cuartos de final |
| 4   | Esperanza Recreína  | 11   | 6  | 3 | 2 | 1 | 8  | 4  | +4   | Cuartos de final |
| 5   | Unión La Costa      | 9    | 6  | 2 | 3 | 1 | 8  | 4  | +4   | Cuartos de final |

#### Tabla de segundos
| N.º | Equipo              | Pts. | PJ | G | E | P | GF | GC | Dif. | Clasificación    |
| --- | ------------------- | ---- | -- | - | - | - | -- | -- | ---- | ---------------- |
| 6   | Los Sureños         | 11   | 6  | 3 | 2 | 1 | 12 | 9  | +3   | Cuartos de final |
| 7   | Tapso FC            | 10   | 6  | 3 | 1 | 2 | 13 | 9  | +4   | Cuartos de final |
| 8   | Peñarol (M)         | 10   | 6  | 3 | 1 | 2 | 8  | 5  | +3   | Cuartos de final |
| 9   | Estrella del Sud    | 9    | 6  | 2 | 3 | 1 | 7  | 6  | +1   |                  |
| 10  | Vélez Sarsfield (A) | 8    | 6  | 2 | 2 | 2 | 7  | 7  | 0    |                  |

### Cuadro de desarrollo
|  | Cuartos de final                               | Cuartos de final                               | Cuartos de final                               | Cuartos de final                               | Cuartos de final                               |   |   | Semifinales                                 | Semifinales                                 | Semifinales                                 | Semifinales                                 | Semifinales                                 |  |   | Final                                    | Final                                    | Final                                    |  |
|  | 8 y 9 de marzo (ida) 15 y 16 de marzo (vuelta) | 8 y 9 de marzo (ida) 15 y 16 de marzo (vuelta) | 8 y 9 de marzo (ida) 15 y 16 de marzo (vuelta) | 8 y 9 de marzo (ida) 15 y 16 de marzo (vuelta) | 8 y 9 de marzo (ida) 15 y 16 de marzo (vuelta) |   |   | 22 y 23 de marzo (ida) 30 de marzo (vuelta) | 22 y 23 de marzo (ida) 30 de marzo (vuelta) | 22 y 23 de marzo (ida) 30 de marzo (vuelta) | 22 y 23 de marzo (ida) 30 de marzo (vuelta) | 22 y 23 de marzo (ida) 30 de marzo (vuelta) |  |   | 6 de abril Club Atlético Peñarol (Belén) | 6 de abril Club Atlético Peñarol (Belén) | 6 de abril Club Atlético Peñarol (Belén) |  |
|  |                                                |                                                |                                                |                                                |                                                |   |   |                                             |                                             |                                             |                                             |                                             |  |   |                                          |                                          |                                          |  |
|  |                                                |                                                |                                                |                                                |                                                |   |   |                                             |                                             |                                             |                                             |                                             |  |   |                                          |                                          |                                          |  |
|  | 2                                              | San Lorenzo de Alem                            | 0                                              | 0                                              | 0                                              |   |   |                                             |                                             |                                             |                                             |                                             |  |   |                                          |                                          |                                          |  |
|  | 2                                              | San Lorenzo de Alem                            | 0                                              | 0                                              | 0                                              |   |   |                                             |                                             |                                             |                                             |                                             |  |   |                                          |                                          |                                          |  |
|  | 7                                              | Tapso FC                                       | 0                                              | 1                                              | 1                                              |   |   |                                             |                                             |                                             |                                             |                                             |  |   |                                          |                                          |                                          |  |
|  | 7                                              | Tapso FC                                       | 0                                              | 1                                              | 1                                              |   | 7 | Tapso FC                                    | 2                                           | 1                                           | 3                                           |                                             |  |   |                                          |                                          |                                          |  |
|  |                                                |                                                |                                                |                                                |                                                |   | 7 | Tapso FC                                    | 2                                           | 1                                           | 3                                           |                                             |  |   |                                          |                                          |                                          |  |
|  |                                                |                                                | 1                                              | General Lavalle (Colpes)                       | 0                                              | 4 | 4 |                                             |                                             |                                             |                                             |                                             |  |   |                                          |                                          |                                          |  |
|  | 1                                              | General Lavalle (Colpes)                       | 1                                              | General Lavalle (Colpes)                       | 0                                              | 4 | 4 | 0                                           | 4                                           | 4                                           |                                             |                                             |  |   |                                          |                                          |                                          |  |
|  | 1                                              | General Lavalle (Colpes)                       |                                                |                                                |                                                |   |   |                                             |                                             | 4                                           |                                             |                                             |  |   |                                          |                                          |                                          |  |
|  | 5                                              | Unión La Costa (Belén)                         | 2                                              | 0                                              | 2                                              |   |   |                                             |                                             |                                             |                                             |                                             |  |   |                                          |                                          |                                          |  |
|  | 5                                              | Unión La Costa (Belén)                         | 2                                              | 0                                              | 2                                              |   |   |                                             |                                             |                                             |                                             |                                             |  | 1 | General Lavalle (Colpes)                 | 0 (4)                                    |                                          |  |
|  |                                                |                                                |                                                |                                                |                                                |   |   |                                             |                                             |                                             |                                             |                                             |  | 1 | General Lavalle (Colpes)                 | 0 (4)                                    |                                          |  |
|  |                                                |                                                | 8                                              | Peñarol (Medanitos)                            | 0 (5)                                          |   |   |                                             |                                             |                                             |                                             |                                             |  |   |                                          |                                          |                                          |  |
|  | 3                                              | Tinogasta Central                              | 8                                              | Peñarol (Medanitos)                            | 0 (5)                                          | 0 | 0 | 0                                           |                                             |                                             |                                             |                                             |  |   |                                          |                                          |                                          |  |
|  | 3                                              | Tinogasta Central                              |                                                |                                                |                                                |   |   |                                             |                                             |                                             |                                             |                                             |  |   |                                          |                                          |                                          |  |
|  | 8                                              | Peñarol (Medanitos)                            | 1                                              | 1                                              | 2                                              |   |   |                                             |                                             |                                             |                                             |                                             |  |   |                                          |                                          |                                          |  |
|  | 8                                              | Peñarol (Medanitos)                            | 1                                              | 1                                              | 2                                              |   | 8 | Peñarol (Medanitos)                         | 3                                           | 0                                           | 3                                           |                                             |  |   |                                          |                                          |                                          |  |
|  |                                                |                                                |                                                |                                                |                                                |   | 8 | Peñarol (Medanitos)                         | 3                                           | 0                                           | 3                                           |                                             |  |   |                                          |                                          |                                          |  |
|  |                                                |                                                | 4                                              | Esperanza Recreína                             | 2                                              | 0 | 2 |                                             |                                             |                                             |                                             |                                             |  |   |                                          |                                          |                                          |  |
|  | 4                                              | Esperanza Recreína                             | 4                                              | Esperanza Recreína                             | 2                                              | 0 | 2 | 1                                           | 3                                           | 4                                           |                                             |                                             |  |   |                                          |                                          |                                          |  |
|  | 4                                              | Esperanza Recreína                             |                                                |                                                |                                                |   |   |                                             |                                             | 4                                           |                                             |                                             |  |   |                                          |                                          |                                          |  |
|  | 6                                              | Los Sureños (Pozo El Mistol)                   | 2                                              | 0                                              | 2                                              |   |   |                                             |                                             |                                             |                                             |                                             |  |   |                                          |                                          |                                          |  |
|  | 6                                              | Los Sureños (Pozo El Mistol)                   | 2                                              | 0                                              | 2                                              |   |   |                                             |                                             |                                             |                                             |                                             |  |   |                                          |                                          |                                          |  |
|  |                                                |                                                |                                                |                                                |                                                |   |   |                                             |                                             |                                             |                                             |                                             |  |   |                                          |                                          |                                          |  |

- Nota: En las series a dos partidos el equipo con el menor número de orden es el que define la serie como local.

### Cuartos de final
| 9 de marzo, 17:00 | Tapso FC | 0 - 0   | San Lorenzo de Alem | Estadio Club Independiente, El Alto |                            |
|                   |          | Reporte |                     | Árbitro(s): Leonardo Bravo          | Árbitro(s): Leonardo Bravo |

| 15 de marzo, 20:00 | San Lorenzo de Alem | 0 - 1 (Global 0:1) | Tapso FC               | Estadio Malvinas Argentinas, Catamarca |                         |
|                    |                     | Reporte            | 50' Cristian Rodríguez | Árbitro(s): Martín Moya                | Árbitro(s): Martín Moya |

| 9 de marzo, 17:30 | Unión La Costa             | 2 - 0   | General Lavalle | Estadio Club San Luis, La Puntilla |                           |
|                   | Leonardo Gutiérrez 57' 68' | Reporte |                 | Árbitro(s): Isaías Robles          | Árbitro(s): Isaías Robles |

| 16 de marzo, 17:00 | General Lavalle                                                | 4 - 0 (Global 4:2) | Unión La Costa | Estadio Niceto Varela, Colpes |                           |
|                    | Rodrigo Chávez 5' 14' (pen.) · Ramón Antonio 20' · Karim Nieva | Reporte            |                | Árbitro(s): Andrés Agüero     | Árbitro(s): Andrés Agüero |

| 8 de marzo, 17:30 | Peñarol (M)      | 1 - 0   | Tinogasta Central | Estadio Defensores de Fiambalá, Fiambalá |                         |
|                   | Gabriel Cano 77' | Reporte |                   | Árbitro(s): Alexis Cruz                  | Árbitro(s): Alexis Cruz |

| 16 de marzo, 17:30 | Tinogasta Central | 0 - 1 (Global 0:2) | Peñarol (M)        | Estadio Gustavo Alberto Díaz, Tinogasta |                          |
|                    |                   | Reporte            | 86' Braian Peralta | Árbitro(s): Juan Pereyra                | Árbitro(s): Juan Pereyra |

| 8 de marzo, 18:00 | Los Sureños                                       | 2 - 1   | Esperanza Recreína  | Estadio Primo Antonio Prevedello, San Isidro |                           |
|                   | José Luis Utrera 13' (pen.) · William Miranda 25' | Reporte | 78' Matías Sequeira | Árbitro(s): Enzo Calderón                    | Árbitro(s): Enzo Calderón |

| 16 de marzo, 19:00 | Esperanza Recreína                                          | 3 - 0 (Global 4:2) | Los Sureños | Estadio Hermanos Santillán, Recreo |                                |
|                    | Nahuel Albarracín 17' · Tiago Herrera 41' · Enzo Molina 89' | Reporte            |             | Árbitro(s): José Silva Castaño     | Árbitro(s): José Silva Castaño |

### Semifinales
| 23 de marzo, 17:00 | Tapso FC                                    | 2 - 0   | General Lavalle | Estadio Club Independiente, El Alto |                                |
|                    | Cristian Rodríguez 34' · Facundo Zurita 52' | Reporte |                 | Árbitro(s): Jesús María Aldeco      | Árbitro(s): Jesús María Aldeco |

| 30 de marzo, 16:30 | General Lavalle                                                              | 4 - 1 (Global 4:3) | Tapso FC               | Estadio Niceto Varela, Colpes |                          |
|                    | Ramón Antonio 21' · Rodrigo Chávez 29' 59' (pen.) · Miguel Paredes Tapia 40' | Reporte            | 46' Cristian Rodríguez | Árbitro(s): Mauro Roldán      | Árbitro(s): Mauro Roldán |

| 22 de marzo, 17:30 | Peñarol (M)                                              | 3 - 2   | Esperanza Recreína      | Estadio Club Racing, Fiambalá |                         |
|                    | Lucas Montivero 12' (pen.) 52' (pen.) · Kevin Medina 90' | Reporte | 19' 46' Matías Sequeira | Árbitro(s): Alexis Cruz       | Árbitro(s): Alexis Cruz |

| 30 de marzo, 19:00 | Esperanza Recreína | 0 - 0 (Global 2:3) | Peñarol (M) | Estadio Hermanos Santillán, Recreo |                            |
|                    |                    | Reporte            |             | Árbitro(s): Matías Salcedo         | Árbitro(s): Matías Salcedo |

### Final
| 6 de abril, 17:00 | General Lavalle                                                                                 | 0 - 0 (4:5 p.)             | Peñarol (M)                                                                                       | Estadio Club Peñarol, Belén |                           |
|                   |                                                                                                 | Reporte                    |                                                                                                   | Árbitro(s): Andrés Agüero   | Árbitro(s): Andrés Agüero |
|                   |                                                                                                 | Tiros desde el punto penal |                                                                                                   |                             |                           |
|                   | Néstor Calderón · Gabriel Ibáñez · William Castro · Juan Romay · Ramón Antonio · Rodrigo Chávez |                            | Alex Rodríguez · Diego Sosa · Franco Quinteros · Braian Peralta · Lucas Montivero · Lucas Robledo |                             |                           |

|                                                     |
| Club Deportivo, Social y Cultural Peñarol 1° título |
| Campeón Torneo Provincial de Fútbol 2025            |

## Estadísticas

### Goleadores
| Jugador                           | Equipo                   | Goles |
| --------------------------------- | ------------------------ | ----- |
| Rodrigo Chávez                    | General Lavalle (Colpes) | 9     |
| Facundo Zurita                    | Tapso FC                 | 6     |
| José Luis Utrera                  | Los Sureños              | 5     |
| Lucas Montivero                   | Peñarol (Medanitos)      | 5     |
| William Miranda                   | Los Sureños              | 5     |
| Actualizado al 6 de abril de 2025 |                          |       |

| Braian Peralta            | Peñarol (Medanitos)         | 4 |
| Cristian Rodríguez        | Tapso FC                    | 4 |
| Juan José Adil            | Estrella del Sud            | 4 |
| Leonardo Gutiérrez        | Unión La Costa              | 4 |
| Matías Sequeira           | Esperanza Recreína          | 4 |
| Oscar Robledo             | Tinogasta Central           | 4 |
| Bruno Bazán               | Los Sureños                 | 3 |
| César Samuel Guanco       | Mamerto Esquiú (Saujil)     | 3 |
| Claudio Cejas Barrionuevo | Deportivo Sumalao           | 3 |
| Claudio Adrián Vega       | Tapso FC                    | 3 |
| Fernando Pedraza          | San Lorenzo de Alem         | 3 |
| José María Arjona         | Unión Calchaquí             | 3 |
| Kevin Medina              | Peñarol (Medanitos)         | 3 |
| Ramón Antonio             | General Lavalle (Colpes)    | 3 |
| Rodrigo Verón             | Esperanza Recreína          | 3 |
| Alexis Vega               | Villa Cubas                 | 2 |
| Cristian Ledesma          | Pedro Cano                  | 2 |
| David Zárate              | Tinogasta Central           | 2 |
| Elías Peralta             | Esperanza Recreína          | 2 |
| Facundo Santillán         | San Lorenzo de Alem         | 2 |
| Federico Ceballos         | Unión San Pedro             | 2 |
| Javier Álvarez            | Unión La Costa              | 2 |
| Jeremías Álvarez          | Talleres (Fiambalá)         | 2 |
| José Fuenzalida           | Unión Calchaquí             | 2 |
| Juan Carlos Salcedo       | San Lorenzo de Alem         | 2 |
| Juan Trejo                | San Lorenzo de Alem         | 2 |
| Luciano Bazán             | San Lorenzo de Alem         | 2 |
| Luis Carrazana            | San Lorenzo de Huachaschi   | 2 |
| Mateo Bayón               | Talleres (Fiambalá)         | 2 |
| Matías Solohaga           | San Lorenzo de Alem         | 2 |
| Miguel Paredes Tapia      | General Lavalle (Colpes)    | 2 |
| Nicolás Morales           | Talleres (Fiambalá)         | 2 |
| Omar Lazarte              | San Lorenzo de Huachaschi   | 2 |
| Sergio Herrera            | Esperanza Recreína          | 2 |
| Tomás Silva               | Deportivo La Paz            | 2 |
| Agustín Condorí           | Estrella del Sud            | 1 |
| Agustín Romero            | Pedro Cano                  | 1 |
| Alan Mercado              | Vélez Sarsfield (Andalgalá) | 1 |
| Alan Villagrán            | Vélez Sarsfield (Andalgalá) | 1 |
| Alexis Argañará           | Mamerto Esquiú (Saujil)     | 1 |
| Andrés Santillán          | San Lorenzo de Huachaschi   | 1 |
| Antonio Gómez             | Vélez Sarsfield (Andalgalá) | 1 |
| Armando Quiroga           | Tapso FC                    | 1 |
| Axel Chayle               | Mamerto Esquiú (Saujil)     | 1 |
| Carlos Ceballos           | Unión San Pedro             | 1 |
| Carlos Ibáñez             | Pedro Cano                  | 1 |
| César Sánchez             | San Lorenzo de Alem         | 1 |
| Daniel Álvarez            | Vélez Sarsfield (Andalgalá) | 1 |
| Danielo Manrique          | Tinogasta Central           | 1 |
| David Vera Rodas          | Villa Cubas                 | 1 |
| Elías Peralta             | Deportivo La Paz            | 1 |
| Enzo Burgos               | Pedro Cano                  | 1 |
| Enzo Carrizo              | General Lavalle (Colpes)    | 1 |
| Enzo Molina               | Esperanza Recreína          | 1 |
| Fabio Pereyra             | Talleres (Fiambalá)         | 1 |
| Facundo Villafañe Luján   | Villa Cubas                 | 1 |
| Federico Álamo Martínez   | San Lorenzo de Alem         | 1 |
| Fernando Ferreyra         | Tapso FC                    | 1 |
| Francisco de María        | Villa Cubas                 | 1 |
| Gabriel Álvarez           | Tinogasta Central           | 1 |
| Gabriel Bustamante        | Unión La Costa              | 1 |
| Gabriel Cano              | Peñarol (Medanitos)         | 1 |
| Gustavo Reinoso           | Deportivo Sumalao           | 1 |
| Gustavo Valdéz            | Tapso FC                    | 1 |
| Héctor Reynaga            | Unión Calchaquí             | 1 |
| Heraldo Olmos             | Talleres (Fiambalá)         | 1 |
| Hugo González             | Vélez Sarsfield (Andalgalá) | 1 |
| Ignacio Álvarez           | San Lorenzo de Huachaschi   | 1 |
| Ignacio Calderón          | General Lavalle (Colpes)    | 1 |
| Isaías Ibáñez             | Pedro Cano                  | 1 |
| Iván Serrano              | San Lorenzo de Alem         | 1 |
| Jeremías Díaz             | Deportivo La Paz            | 1 |
| Joel Morales              | Deportivo La Paz            | 1 |
| Jonathan Trejo            | San Lorenzo de Alem         | 1 |
| Jorge Solohaga            | Unión La Costa              | 1 |
| José Quipildor            | Racing 250                  | 1 |
| José Salvatierra          | Unión San Pedro             | 1 |
| Juan Barboza              | Talleres (Fiambalá)         | 1 |
| Julio Segovia             | General Lavalle (Colpes)    | 1 |
| Karim Nieva               | General Lavalle (Colpes)    | 1 |
| Kevin Luna                | Racing 250                  | 1 |
| Leonardo Reynaga          | Unión Calchaquí             | 1 |
| Lucas Verón               | Tapso FC                    | 1 |
| Luis Arancibia            | Vélez Sarsfield (Andalgalá) | 1 |
| Luis Moya                 | Los Sureños                 | 1 |
| Luis Rasjido              | Talleres (Fiambalá)         | 1 |
| Marcelo Álvarez           | Unión La Costa              | 1 |
| Mariano Hernández         | San Lorenzo de Huachaschi   | 1 |
| Matías Ahumada Acuña      | Racing 250                  | 1 |
| Matías Mercado            | Mamerto Esquiú (Saujil)     | 1 |
| Matías Reinoso            | Deportivo Sumalao           | 1 |
| Mauro Velázquez           | Deportivo Sumalao           | 1 |
| Maximiliano Listro        | Estrella del Sud            | 1 |
| Miguel Valero             | Estrella del Sud            | 1 |
| Nahuel Albarracín         | Esperanza Recreína          | 1 |
| Nelson Herrera            | Pedro Cano                  | 1 |
| Néstor Araya              | Unión La Costa              | 1 |
| Néstor Calderón           | General Lavalle (Colpes)    | 1 |
| Néstor Ríos               | Villa Cubas                 | 1 |
| Nicolás Codigoni Díaz     | San Lorenzo de Huachaschi   | 1 |
| Nicolás Herrera           | Pedro Cano                  | 1 |
| Pablo Ortiz               | Deportivo La Paz            | 1 |
| Rodrigo Chumbita          | Tinogasta Central           | 1 |
| Rodrigo Herrera Gaitán    | San Lorenzo de Alem         | 1 |
| Rodrigo Muro              | Vélez Sarsfield (Andalgalá) | 1 |
| Ronald Tapia              | Villa Cubas                 | 1 |
| Santiago Sayavedra        | Pedro Cano                  | 1 |
| Santiago Torres           | Deportivo Sumalao           | 1 |
| Thiago Herrera            | Esperanza Recreína          | 1 |
| Williams Ramírez          | Mamerto Esquiú (Saujil)     | 1 |
| Yamil Álvarez             | Talleres (Fiambalá)         | 1 |

### Clasificación general
Las tablas de rendimiento no reflejan la clasificación final de los equipos, sino que muestran el rendimiento de los mismos atendiendo a la ronda final alcanzada.
Si algún partido se define mediante tiros de penal, el resultado final del juego se considera empate.
El rendimiento corresponde a la proporción de puntos obtenidos sobre el total de puntos disputados.
| Pos. | Equipos                      | Pts. | PJ | PG | PE | PP | GF | GC | Dif. | Rend. |
| ---- | ---------------------------- | ---- | -- | -- | -- | -- | -- | -- | ---- | ----- |
| 1    | Peñarol (Medanitos)          | 21   | 11 | 6  | 3  | 2  | 13 | 7  | 6    | 63.6% |
| 2    | General Lavalle (Colpes)     | 23   | 11 | 7  | 2  | 2  | 19 | 10 | 9    | 69.7% |
| 3    | Tapso FC                     | 17   | 10 | 5  | 2  | 3  | 17 | 13 | 4    | 56.7% |
| 4    | Esperanza Recreína           | 15   | 10 | 4  | 3  | 3  | 14 | 9  | 5    | 50%   |
| 5    | San Lorenzo de Alem          | 16   | 8  | 5  | 1  | 2  | 18 | 5  | 13   | 66.7% |
| 6    | Los Sureños (Pozo El Mistol) | 14   | 8  | 4  | 2  | 2  | 14 | 13 | 1    | 58.3% |
| 7    | Unión La Costa               | 12   | 8  | 3  | 3  | 2  | 10 | 8  | 2    | 50%   |
| 8    | Tinogasta Central            | 12   | 8  | 4  | 0  | 4  | 9  | 10 | -1   | 50%   |
| 9    | Talleres (Fiambalá)          | 10   | 6  | 3  | 1  | 2  | 11 | 8  | 3    | 55.6% |
| 10   | Estrella del Sud             | 9    | 6  | 2  | 3  | 1  | 7  | 6  | 1    | 50%   |
| 11   | Villa Cubas                  | 9    | 6  | 3  | 0  | 3  | 7  | 8  | -1   | 50%   |
| 12   | Vélez Sarsfield (Andalgalá)  | 8    | 6  | 2  | 2  | 2  | 7  | 7  | 0    | 44.4% |
| 13   | Racing 250 (Belén)           | 7    | 6  | 1  | 4  | 1  | 3  | 3  | 0    | 38.9% |
| 14   | Mamerto Esquiú (Saujil)      | 7    | 6  | 2  | 1  | 3  | 7  | 10 | -3   | 38.9% |
| 15   | Deportivo Sumalao            | 5    | 6  | 1  | 2  | 3  | 7  | 10 | -3   | 27.8% |
| 16   | Unión Calchaquí              | 5    | 6  | 1  | 2  | 3  | 7  | 12 | -5   | 27.8% |
| 17   | Pedro Cano (Recreo)          | 4    | 6  | 0  | 4  | 2  | 9  | 13 | -4   | 22.2% |
| 18   | San Lorenzo de Huachaschi    | 3    | 6  | 1  | 0  | 5  | 8  | 11 | -3   | 16.7% |
| 19   | Deportivo La Paz             | 3    | 6  | 1  | 0  | 5  | 6  | 13 | -7   | 16.7% |
| 20   | Unión San Pedro              | 1    | 6  | 0  | 1  | 5  | 4  | 21 | -17  | 5.6%  |